# Хуан Гомез Гонзалез
Хуан Гомез Гонзалез (шп. Juan Gómez González; 10. новембар 1954, Фуенхирола — 2. април 1992, Калзада де Оропеса), познатији као Хуанито, је био шпански фудбалер, који је играо на позицији десног крила. Играч са изванредним дриблингом, био је познат по жестоком карактеру. Погинуо је у саобраћајној несрећи, у 37. години живота.

## Клупска каријера
Хуанито је као јуниор играо у родној Фуенхироли, за локални клуб, да би потом прешао у Атлетико Мадрид, где ипак није заиграо за сениорски тим. Прелази у Бургос, и тамо оживљава своју каријеру. Бургосу помаже у освајању Сегунде и пласмана у Примеру, сезоне 1975/76.
Убрзо је привукао пажњу Реал Мадрида, па је прешао у Реал 1977. године. Био је истакнути играч Реала, игравши са Сантиљаном, Штиликеом, Дел Боскеом и Камачом. У дебитантској сезони помогао је Реалу да освоји титулу првака Шпаније, а тај успех је постигао још 4 пута. Игравши за Реал освојио је још и 2 Купа Шпаније, 1 Лига куп Шпаније и 2 Купа УЕФА. У финалу Купа 1979/80, где се задесило да Реал игра са другим тимом Кастиљом, Хуанито је постигао 2 гола у победи 6:1, а у сезони 1983/84. је освојио Пичичи трофеј као најбољи стрелац Примере са 17 голова. У финалу Купа победника купова сезоне 1982/83. постигао је гол из пенала у поразу од Абердина 2:1.
Након 10 година проведених у Реалу, прелази у Малагу где игра 2 сезоне. Већ прве сезоне опет помаже при освајању Сегунде. Сезоне 1991/92. постаје тренер Мериде, а 2. априла 1992. погинуо је у саобраћајној незгоди као сувозач, враћавши се са утакмице Реал—Торино.

## Репрезентативна каријера
За репрезентацију Шпаније је дебитовао 10. октобра 1976. у квалификацијама за Светско првенство против Југославије, где је Шпанија победила 1:0 у Севиљи. У другом квалификационом мечу ове две репрезентације у Београду, Хуанито је, приликом замене и излажења са терена, непристојно гестикулирао према публици, па је због тога погођен флашом у главу. Учествовао је на Светском првенству 1978. и 1982. када је Шпанија била домаћин, као и на Европском првенству 1980. На Светском првенству 1982. је против Југославије постигао гол из пенала, који је досуђен након прекршаја Зајеца ван казненог простора.

## Занимљивости и контроверзе
Дух Хуанита се често призива када Реал треба да стигне већу предност из првог меча у елиминационој фази.
Године 1978, Хуанито је добио двогодишњу суспензију због физичког напада на судију у мечу против Грасхопера. У мечу Купа УЕФА против другог Ксамакса, пљунуо је некадашњег саиграча из Реала Штиликеа, а против Бајерна је згазио лице Лотару Матеусу.

## Трофеји
Реал Мадрид
- Примера: 1977/78, 1978/79, 1979/80, 1985/86, 1986/87
- Куп Шпаније: 1979/80, 1981/82
- Лига куп Шпаније: 1985
- Куп УЕФА: 1984/85, 1985/86

Индивидуални
- Пичичи трофеј (најбољи стрелац Примере): 1983/84